# Loutil
Loutil (arabe : لوتيل, littéralement L'Hôtel) est une série télévisée humoristique tunisienne, en arabe tunisien, en trente épisodes de 30 minutes diffusée sur Tunisie 7 durant le mois de ramadan 2004.

## Synopsis
Les événements de la série se déroulent dans un petit hôtel au cœur de Tunis, dirigé par Si Cherif Tounsi, qui souffre de clients venant de tout le pays, ainsi que de ses employés, comme sa sœur Jaouida (réceptionniste de l'hôtel), qui se chamaille toujours avec Dorra, la téléphoniste, en plus des gaffes du bagagiste Stoukou et du serveur Assil. Dans le même temps, il considère le chef comme son ami proche.
Si Cherif vit avec sa famille dans l'hôtel, où figurent sa femme Jamila (Jiji) et ses enfants issus de son premier mariage, Kmar, étudiante en droit, et Aziz, un lycéen paresseux au baccalauréat. Sa fille Kmar vit une histoire d'amour avec Tidjani, musicien et serveur au café de l'hôtel.
L'hôtel est en difficulté financière, le beau-frère de Cherif, Si Abed, tente de le convaincre de le vendre et d'en faire un centre commercial et un parking, mais Si Cherif souhaite préserver l'héritage familial.

## Distribution
- Kamel Touati : Cherif Tounsi (propriétaire de l'hôtel)
- Zahira Ben Ammar : Jaouida Tounsi (sœur de Cherif et réceptionniste de l'hôtel)
- Wajiha Jendoubi : Dorra (téléphoniste de l'hôtel)
- Lotfi Dziri : Abed (banquier et époux de Jaouida)
- Sofiène Chaâri : Stoukou (bagagiste de l'hôtel)
- Kawther El Bardi : Jamila alias Jiji (épouse de Cherif)
- Slah Msadek : Chef (chef cuisinier de l'hôtel et ami de Cherif)
- Fayçal Bezzine : Assil (serveur du café et du restaurant de l'hôtel)
- Feriel Graja : Kmar Tounsi (fille de Cherif)
- Mohamed Jebali : Tidjani alias Titi (musicien et serveur au café de l'hôtel)
- Kabil Sayari : Aziz Tounsi (fils de Cherif)
- Mohamed Grayaâ : Tawfik alias Tayou (courtier pour les clients de l'hôtel)
- Amel Smaoui : Inés (meilleure amie de Kmar)
- Mohamed Ali Dammak : Ilyes (fils de Jaouida et Abed)

## Fiche technique
- Scénario et dialogues : Hatem Bel Hadj
- Réalisation : Slaheddine Essid
- Musique du générique : Rabii Zammouri